# بحریه‌سور
بحریه‌سور (نام علمی: Bahariasaurus) (به معنی سوسمار بحریه)، یک دایناسور ددپا و گوشت‌خوار مربوط به دوره کرتاسه پسین می‌باشد. این جانور ۹۵ تا ۱۰۹ میلیون سال پیش می‌زیسته که حدود ۶ تا ۱۲ متر طول و ۴ تن وزن داشت است. سنگوارهٔ بحریه‌سور در بحریه در مصر کشف شده‌است و در سال ۱۹۴۸ به وسیله استروم نام‌گذاری شد. گونه خاص این جنس بحریه‌سور اینگنس نام دارد.